# Zech McPhearson
Zechariah McPhearson (Baltimore, Maryland, 21 de marzo de 1998) más conocido como Zech McPhearson, es un jugador profesional estadounidense de fútbol americano que se desempeña en la posición de cornerback en Philadelphia Eagles, equipo de la National Football League (NFL).

## Carrera
Fue seleccionado en la cuarta ronda en la Reunión Anual de Selección de Jugadores de la NFL de 2021. Hizo su debut profesional con el equipo Philadelphia Eagles, donde lleva jugando tres temporadas.